# Песочный Мох
Песочный Мох — деревня в Торковичском сельском поселении Лужского района Ленинградской области.

## История
Впервые упоминается в Писцовой книге Водской пятины 1500 года, как деревня Веретея в Никольском Бутковском погосте Новгородского уезда.
Как деревня Вереть она обозначена на карте Санкт-Петербургской губернии 1792 года, А. М. Вильбрехта.
Как деревня Веретья она упоминается на карте Санкт-Петербургской губернии Ф. Ф. Шуберта 1834 года.

ВЕРЕТЬЕ — деревня принадлежит генерал-майорше Бегичевой, число жителей по ревизии: 12 м. п., 10 ж. п. (1838 год)

Как деревня Веретья она отмечена на карте профессора С. С. Куторги 1852 года.

ВЕРЕТЬЕ — деревня госпожи Бегичевой, по просёлочной дороге, число дворов — 4, число душ — 16 м. п. (1856 год)

ВЕРЕТЬЕ — деревня владельческая при колодцах, число дворов — 4, число жителей: 12 м. п., 13 ж. п. (1862 год)

В XIX — начале XX века деревня административно относилась к Бутковской волости 1-го земского участка 1-го стана Лужского уезда Санкт-Петербургской губернии.
Согласно карте из «Исторического атласа Санкт-Петербургской Губернии» 1912 года деревня называлась Веретия.
Согласно топографической карте 1932 года деревня Веретье состояла из 4 дворов
По данным 1933 года хутор Веретье входил в состав Бутковского сельсовета Оредежского района.
Согласно топографической карте 1942 года существовали две смежные деревни Веретье — к западу от железной дороги и Песочный Мох — к востоку.

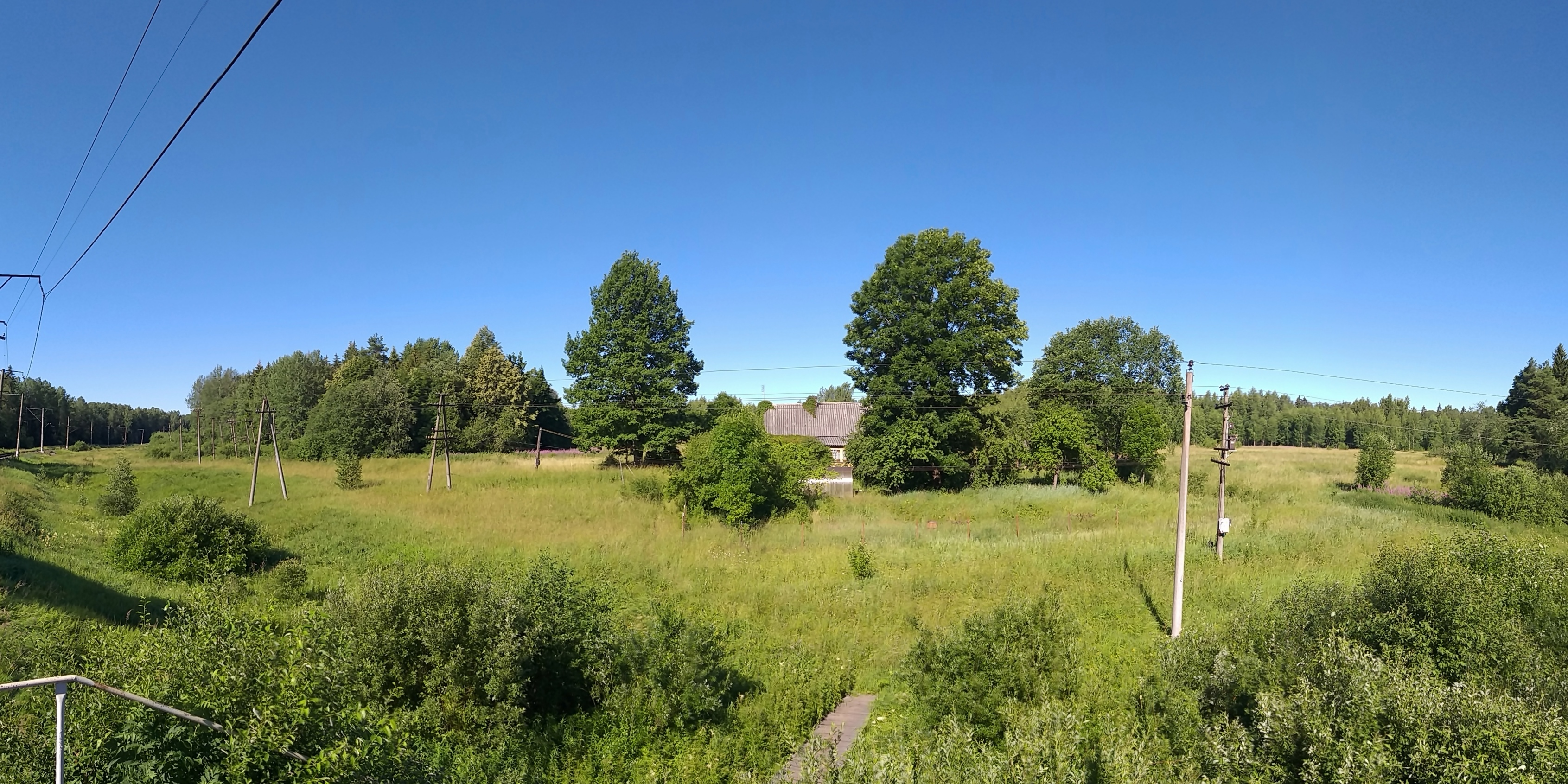
Вид с ж/д платформы на место б. деревни Веретье
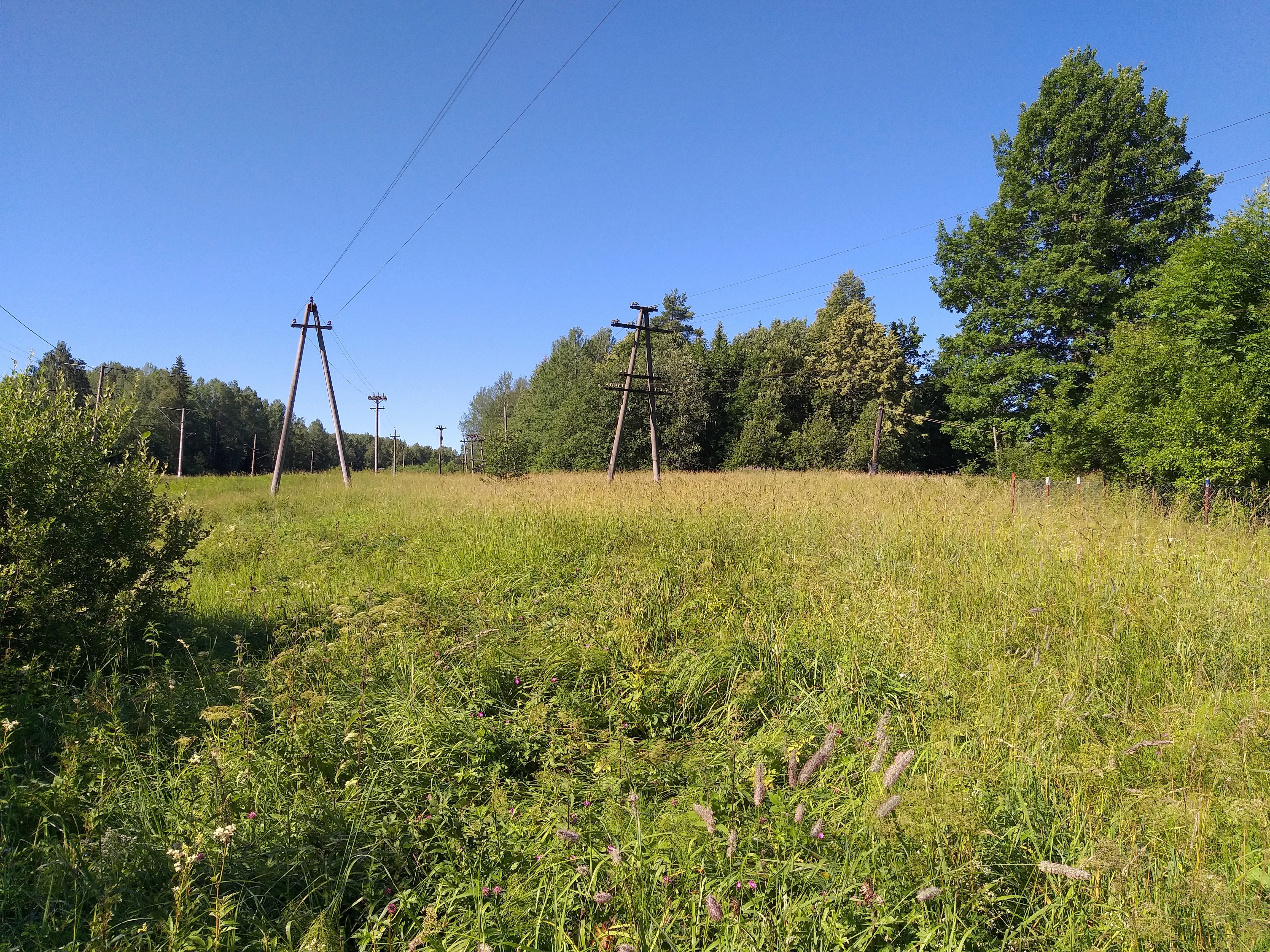
Луга на месте б. деревни Веретье
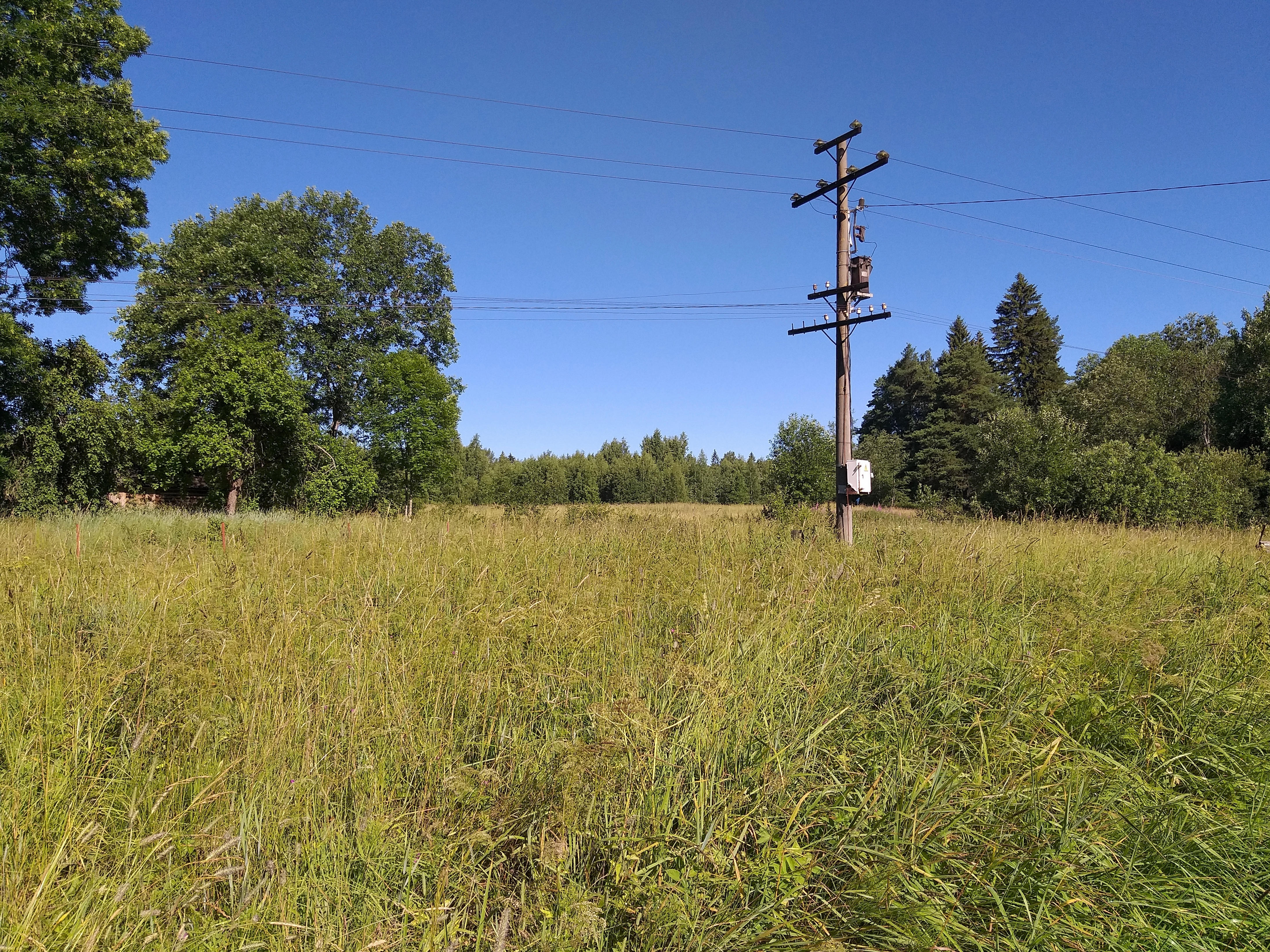
Луга на месте б. деревни Веретье

По данным 1966, 1973 и 1990 годов деревня Песочный Мох входила в состав Торковичского поссовета Лужского района.
По данным 1997 года в деревне Песочный Мох Торковичской волости проживали 26 человек, в 2002 году — 32 человека (русские — 97 %).
В 2007 году в деревне Песочный Мох Торковичского СП проживали 23 человека, в 2012 году — 21 человек.

## География
Деревня расположена в восточной части района к северу от автодороги 41А-004 (Павлово — Мга — Луга), близ железнодорожной линии Санкт-Петербург — Оредеж.
Расстояние до административного центра поселения — 8 км.
В деревне находится остановочный пункт, платформа 117 км.

## Демография
| 1838 | 1862 | 1997 | 2007 | 2010 | 2017 |
| ---- | ---- | ---- | ---- | ---- | ---- |
| 22   | ↗25  | ↗26  | ↘23  | ↗24  | ↘22  |

## Экономика
Месторождение «Песочный Мох», площадь — 1356 га, запасы торфа — 5 062 000 тонн.

## Инфраструктура
В деревне 67 индивидуальных жилых домов.

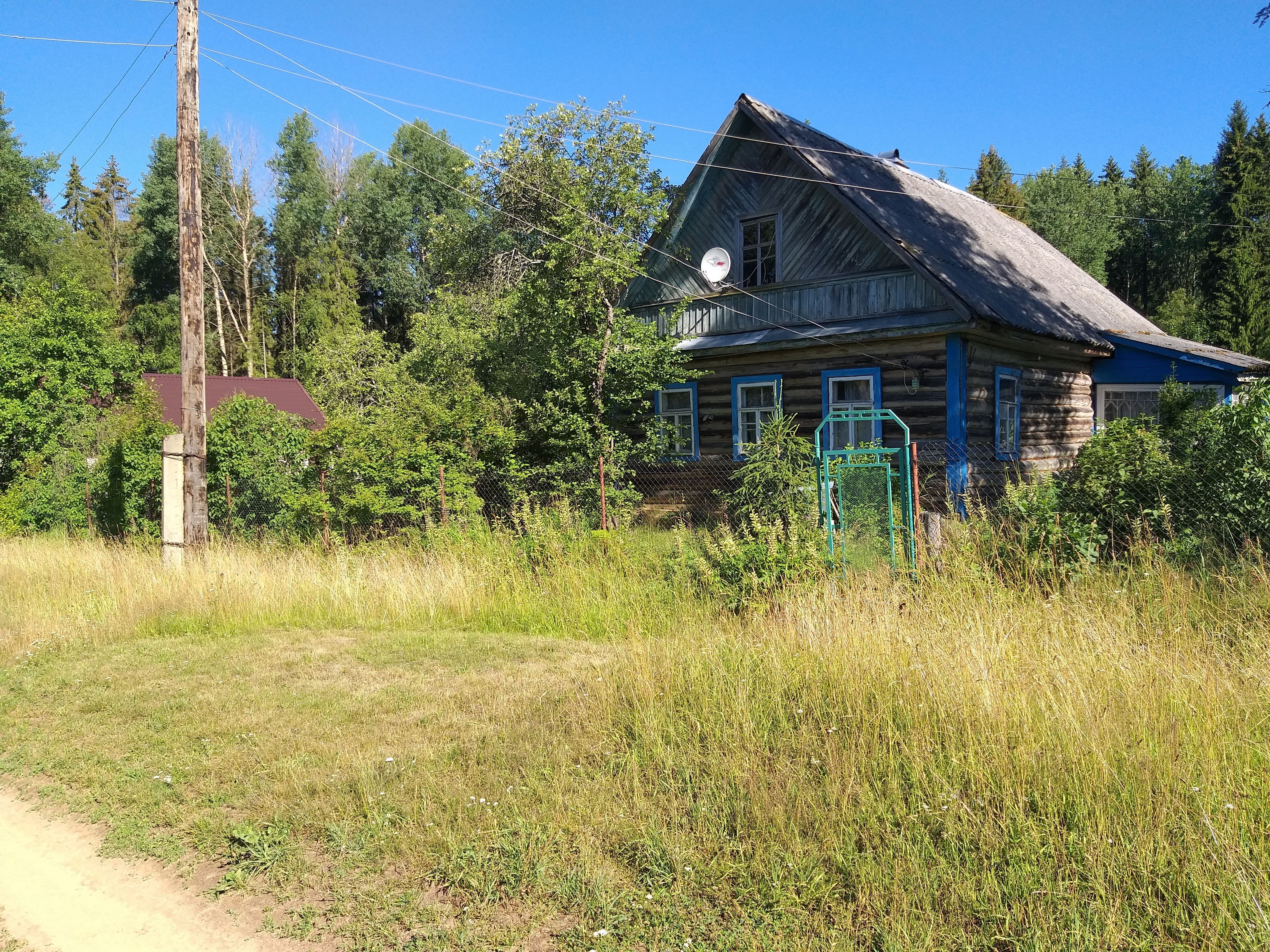
Дом на Моховой улице
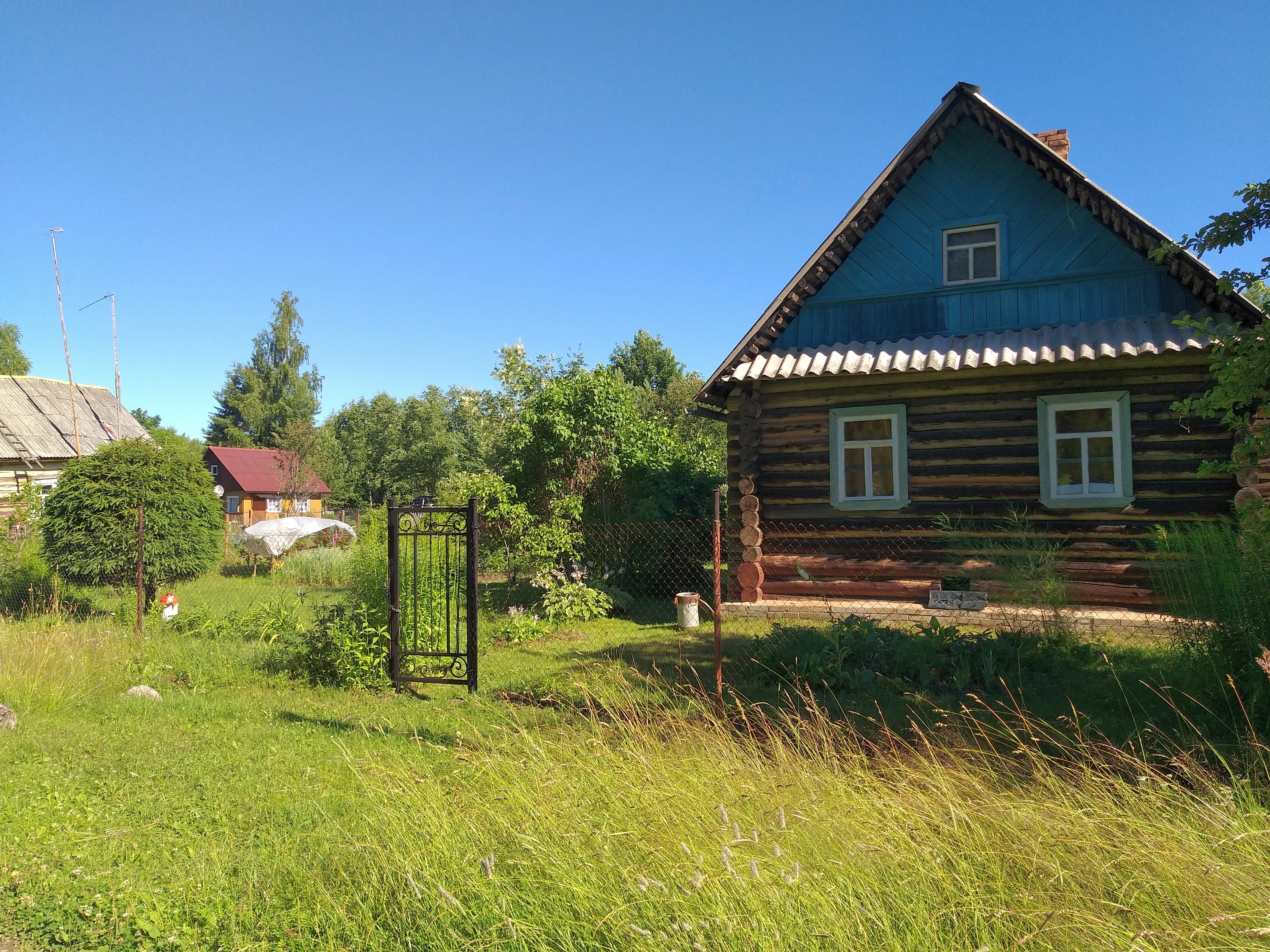
Дом на Песочной улице
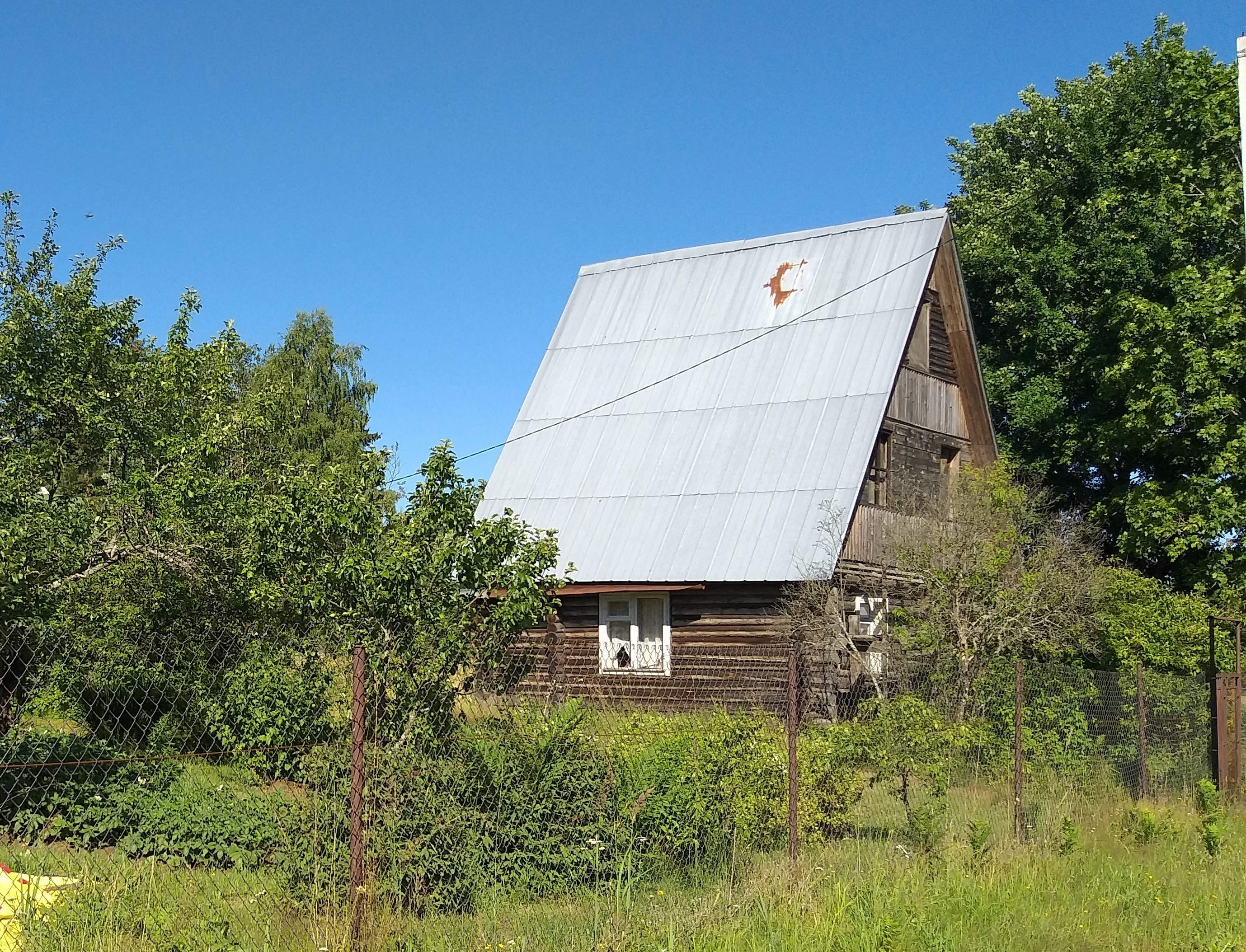
Дом на Песочной улице
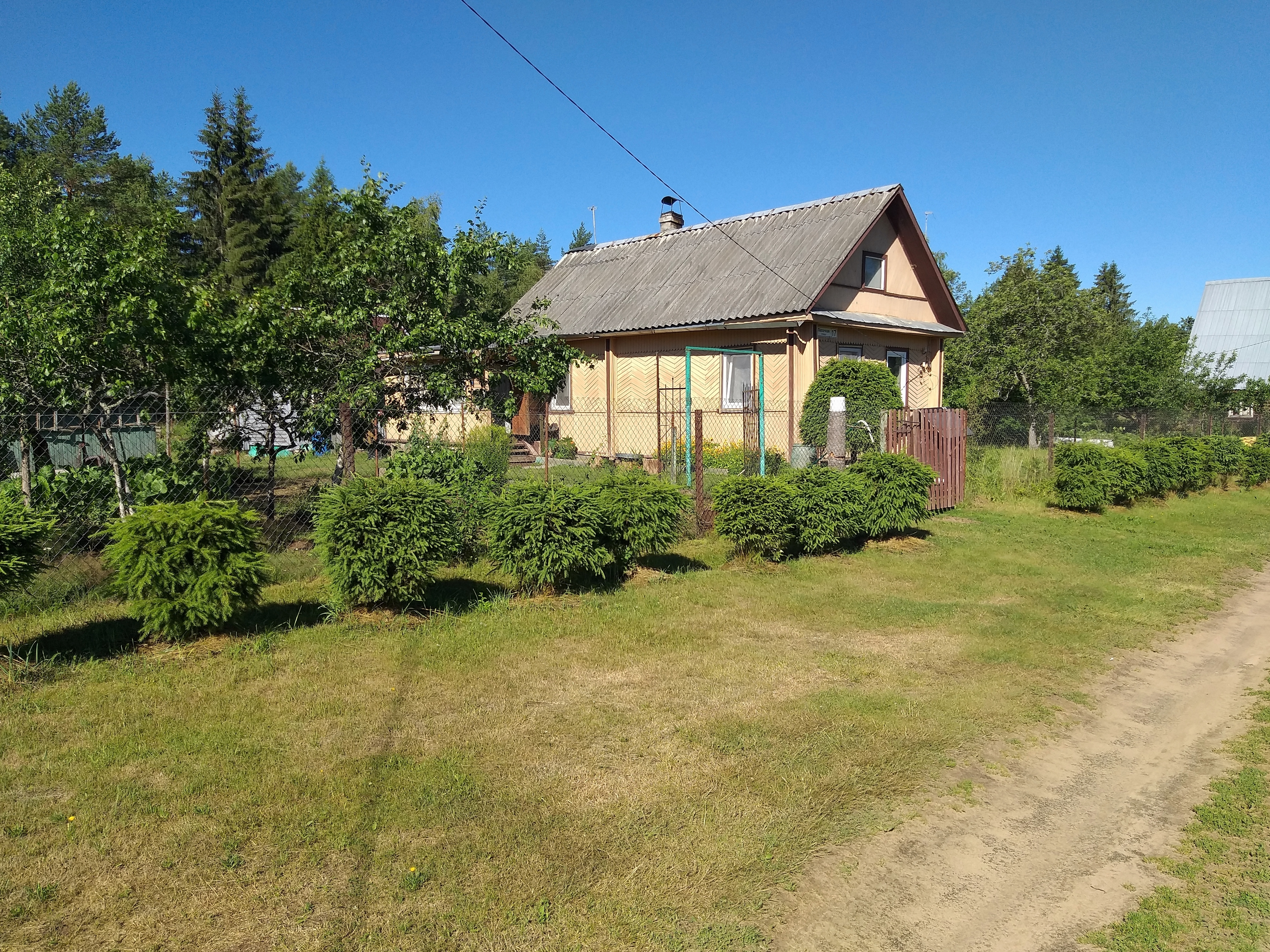
Песочная улица, дом 17
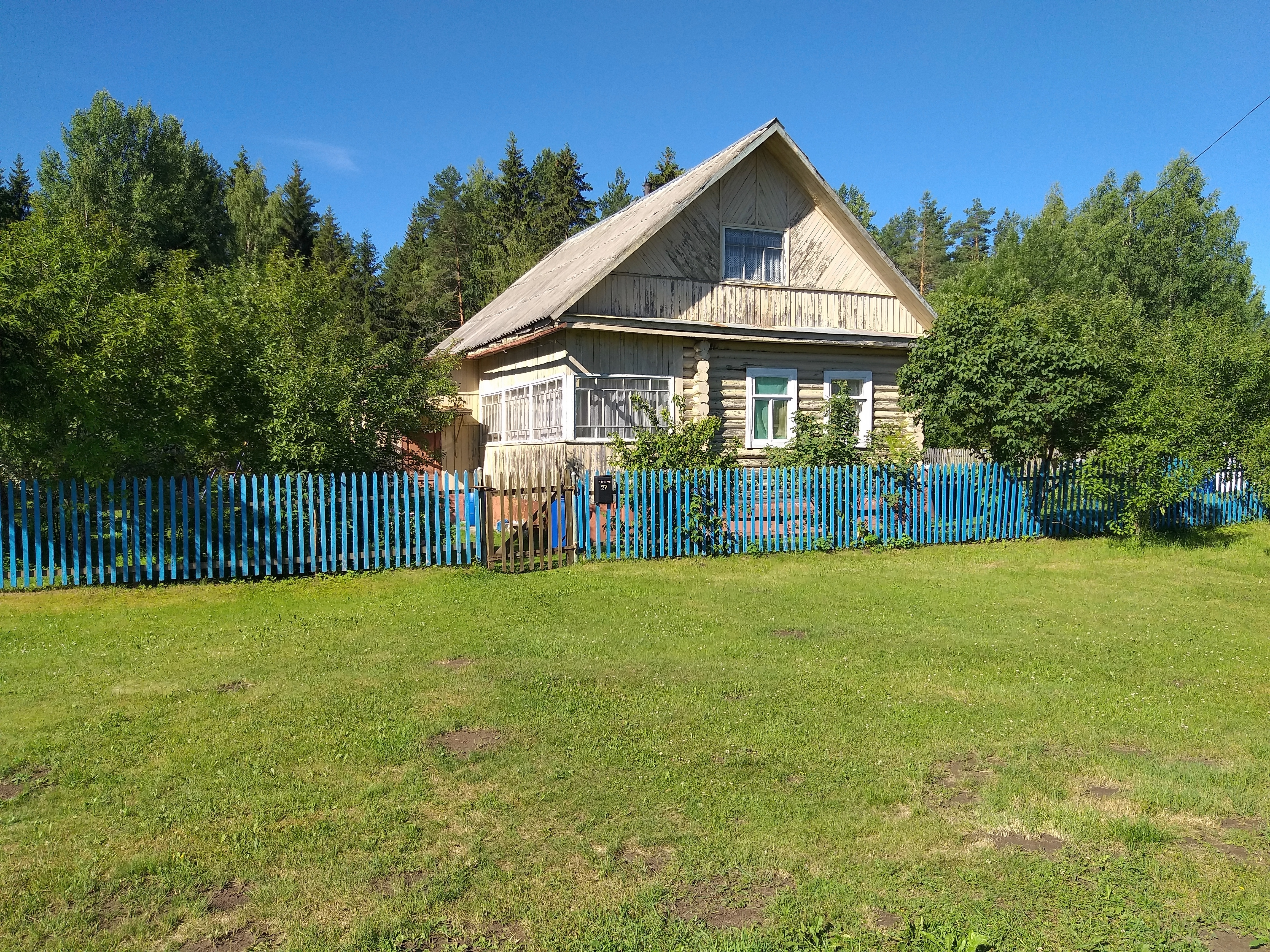
Дом на Песочной улице
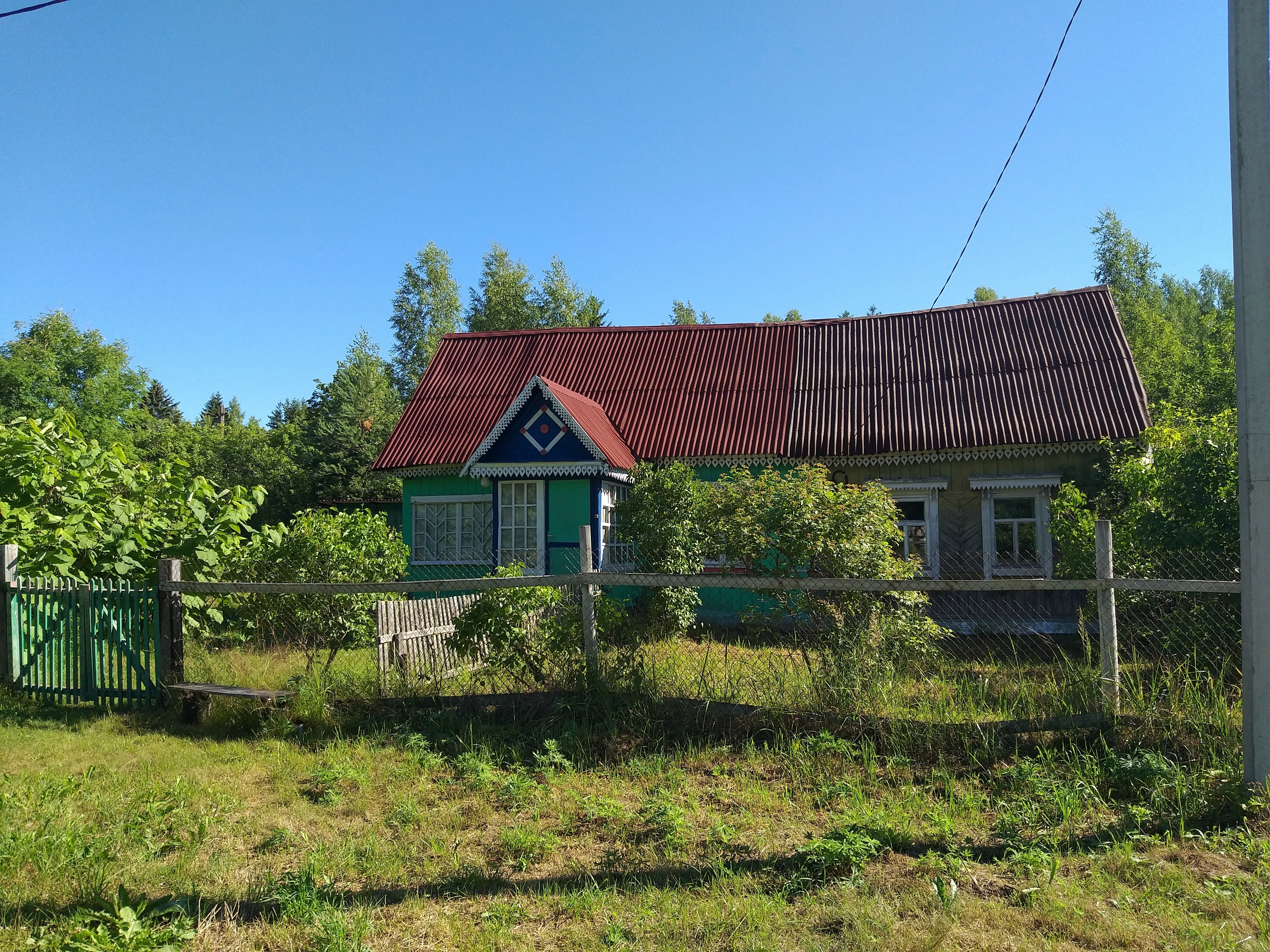
Дом на Песочной улице
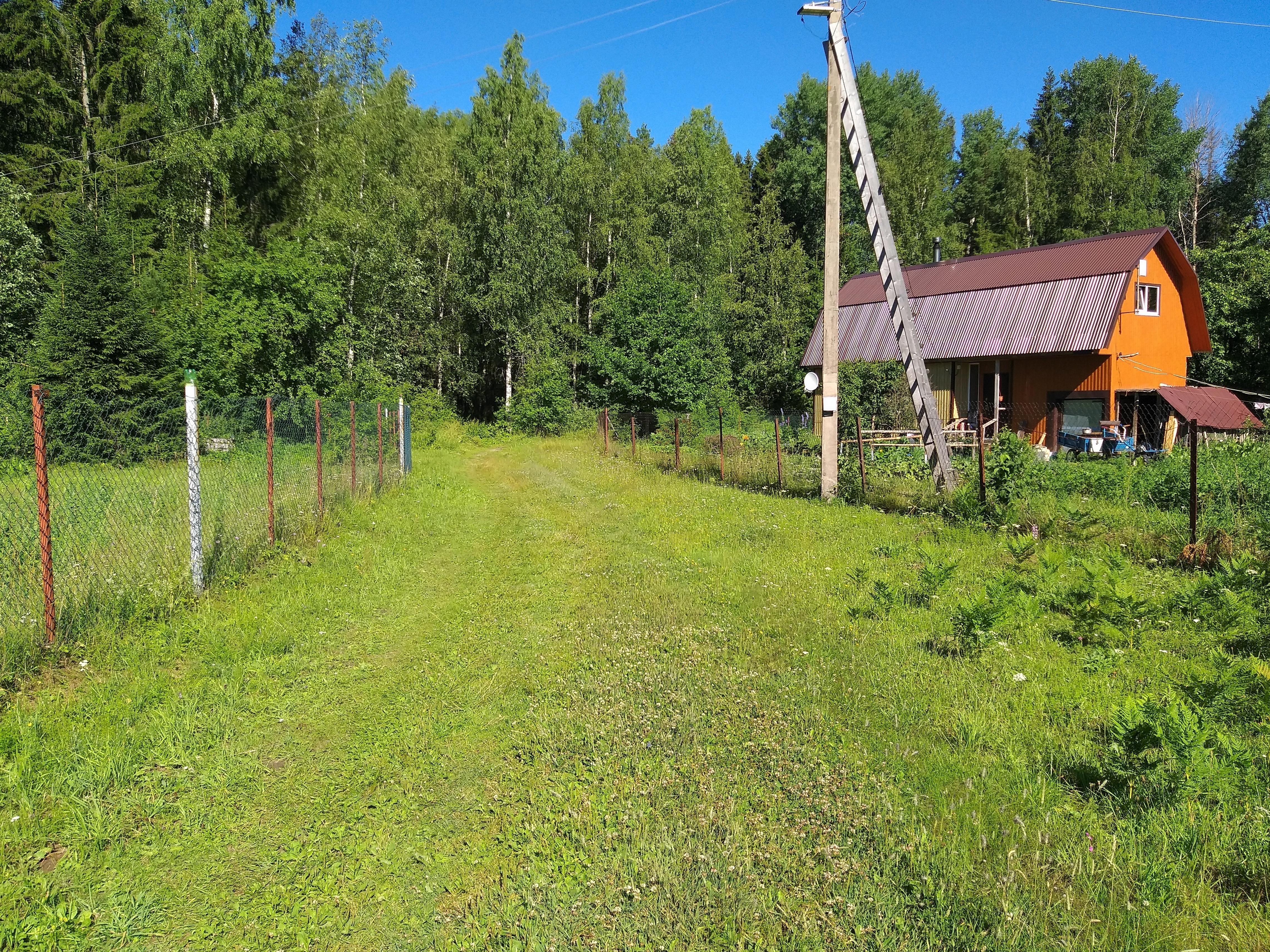
Дом на Песочной улице
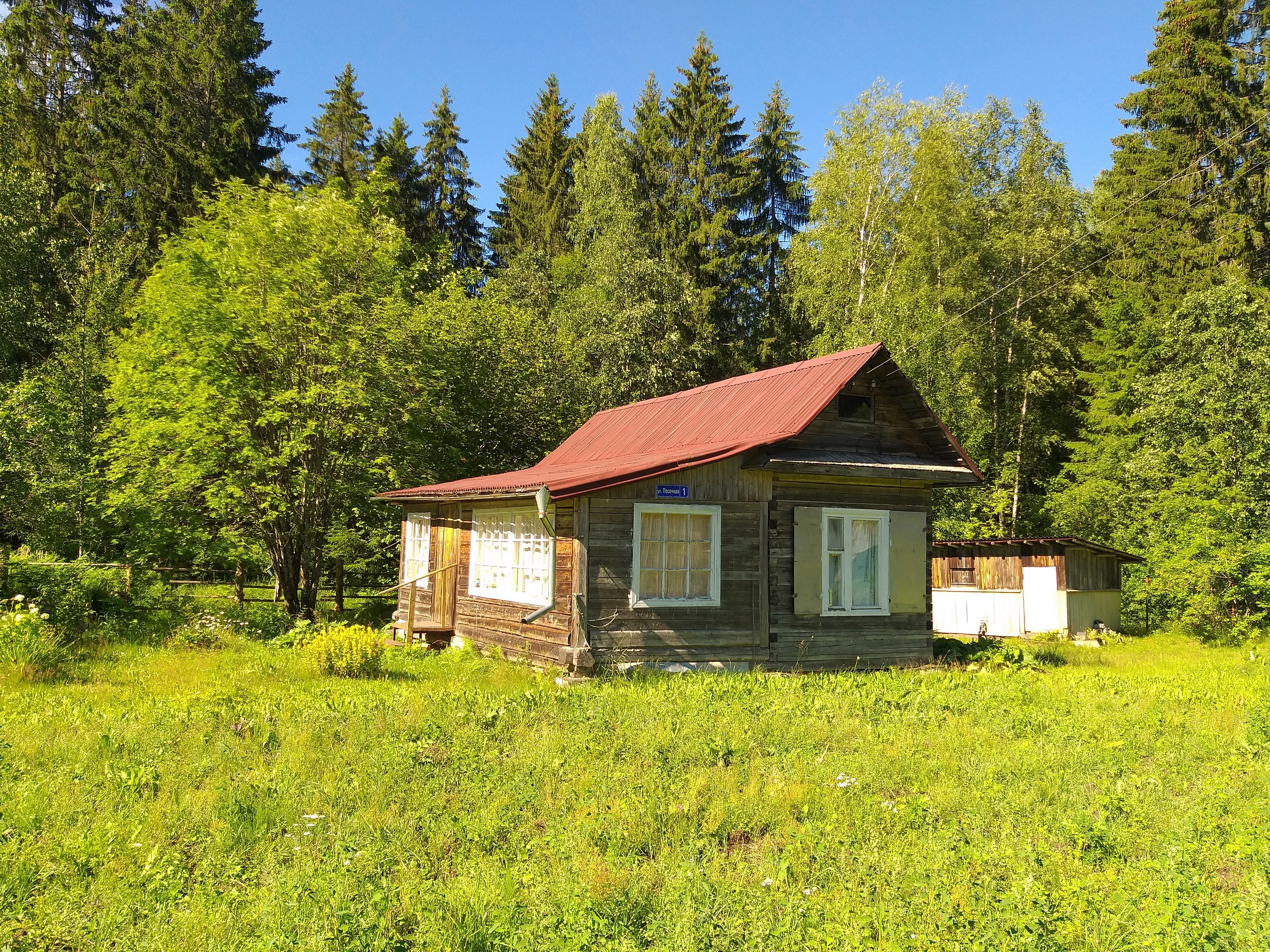
Песочная улица, дом 1

## Улицы
Моховая, Песочная. Тип покрытия — грунт.
Улично-дорожная сеть деревни Песочный Мох представляет собой линейную схему, вытянутую с северо-запада на юго-восток. Общая протяжённость улично-дорожной сети деревни составляет 1,98 км. Плотность улично-дорожной сети — 5 км/км2.

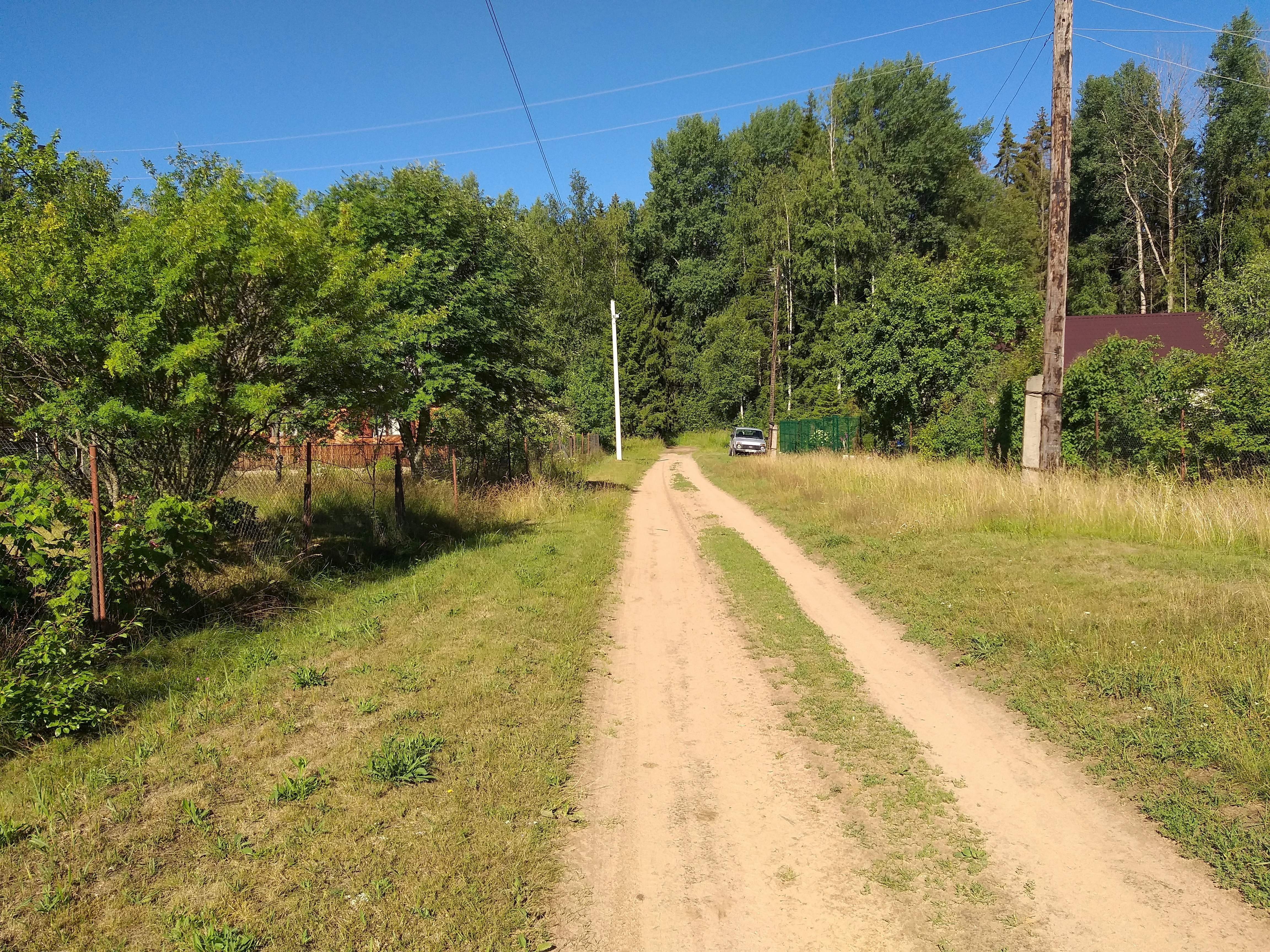
Моховая улица
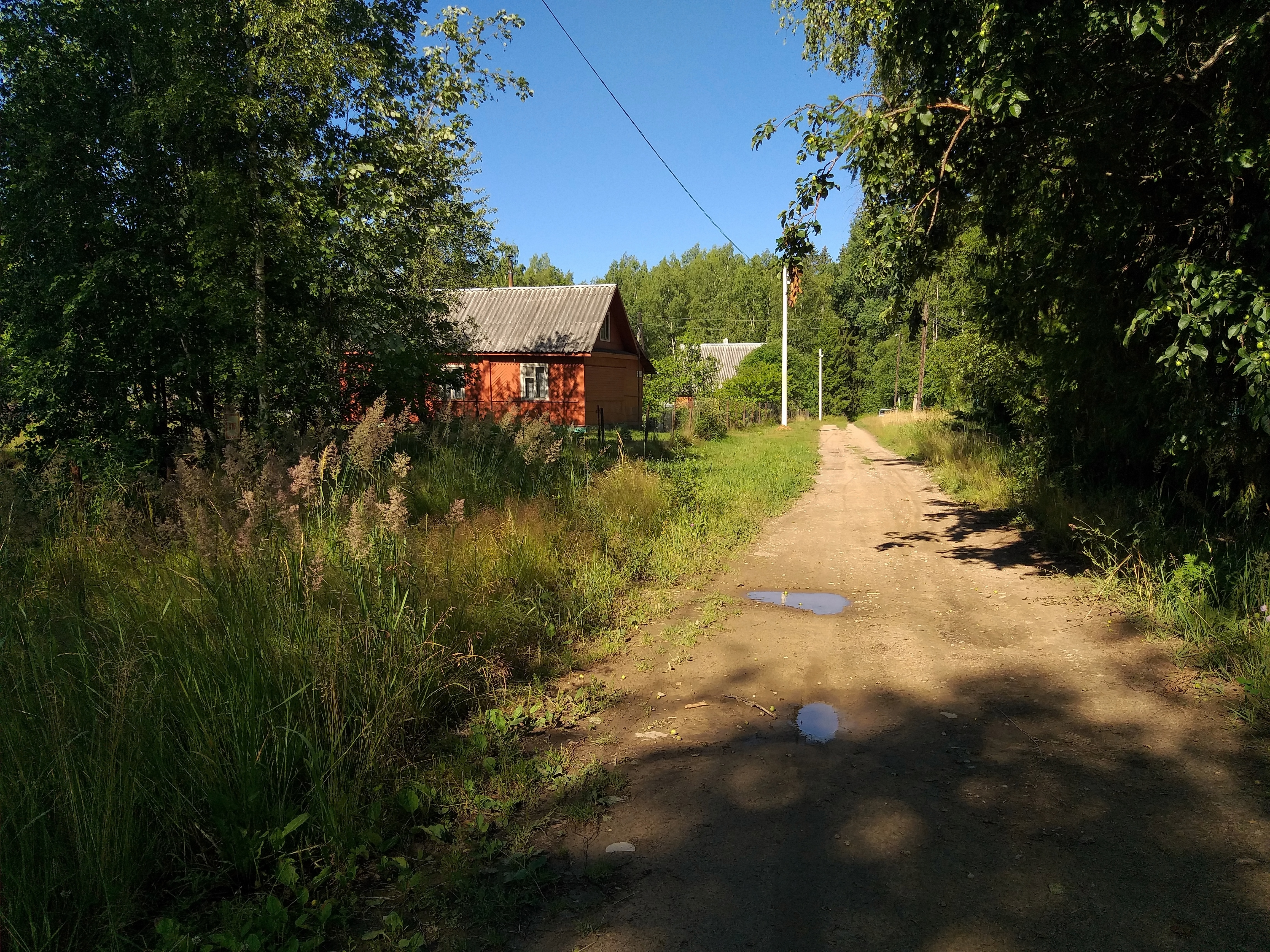
Моховая улица
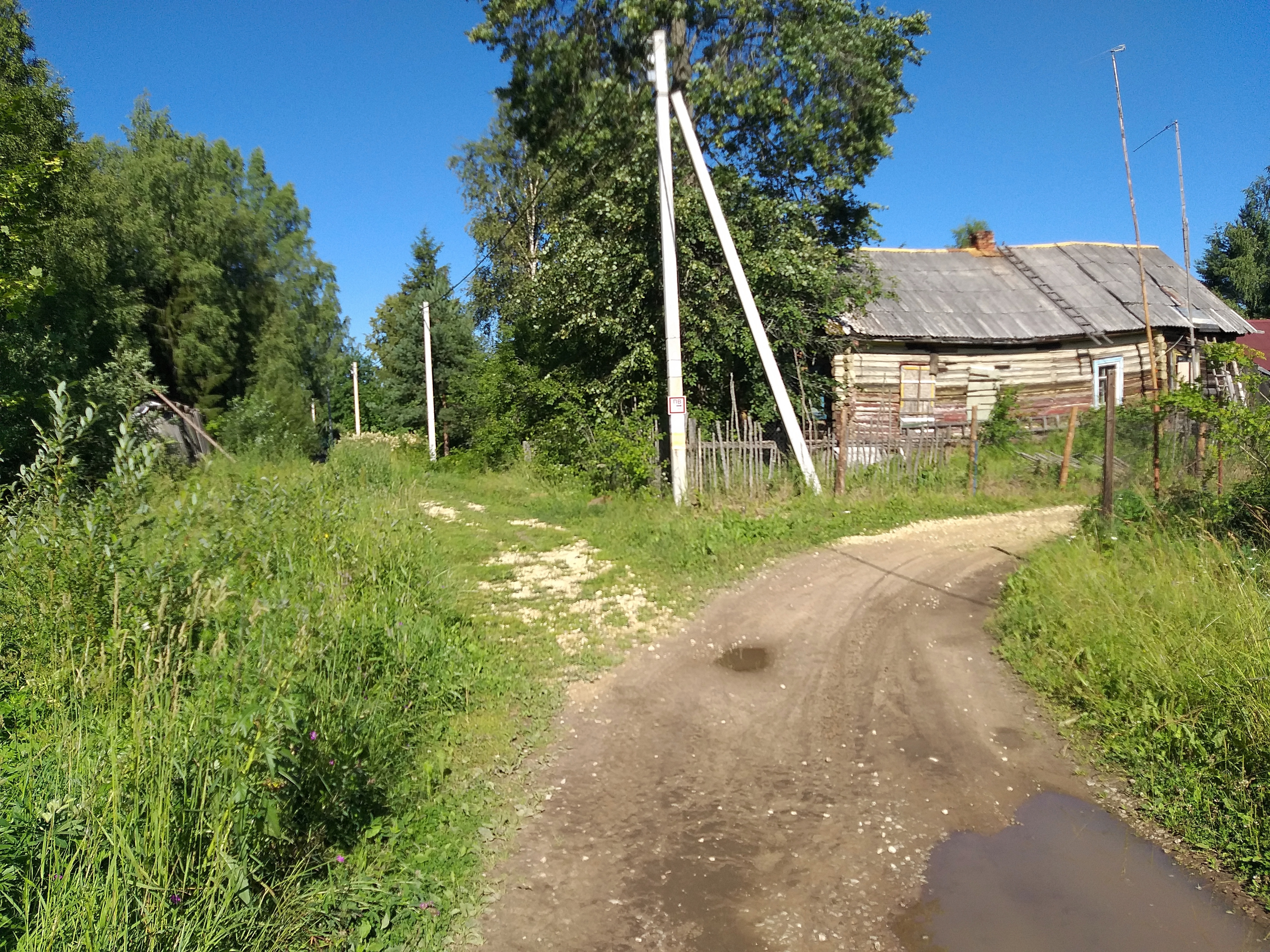
Моховая улица
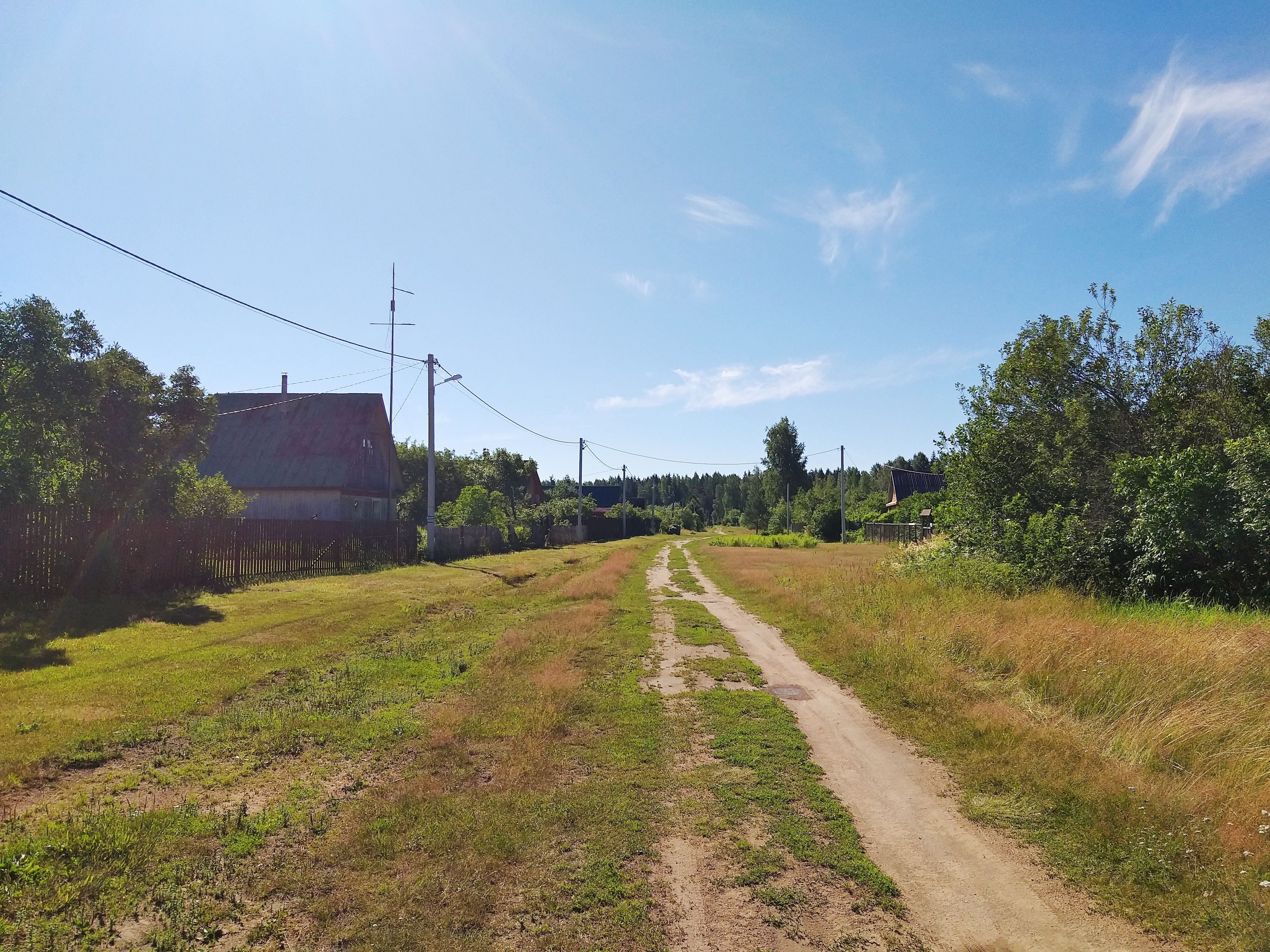
Песочная улица
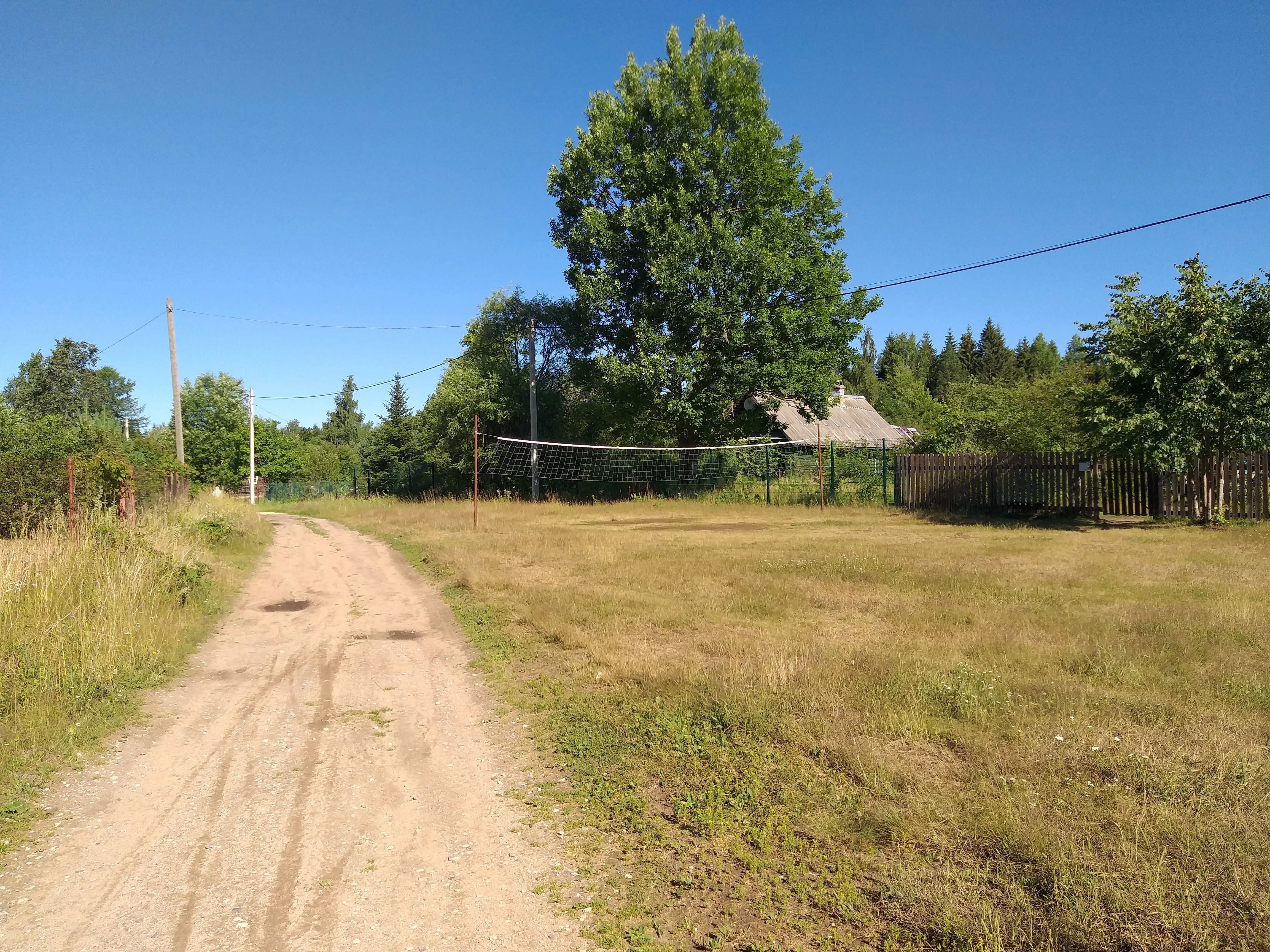
Волейбольная сетка на Песочной улице
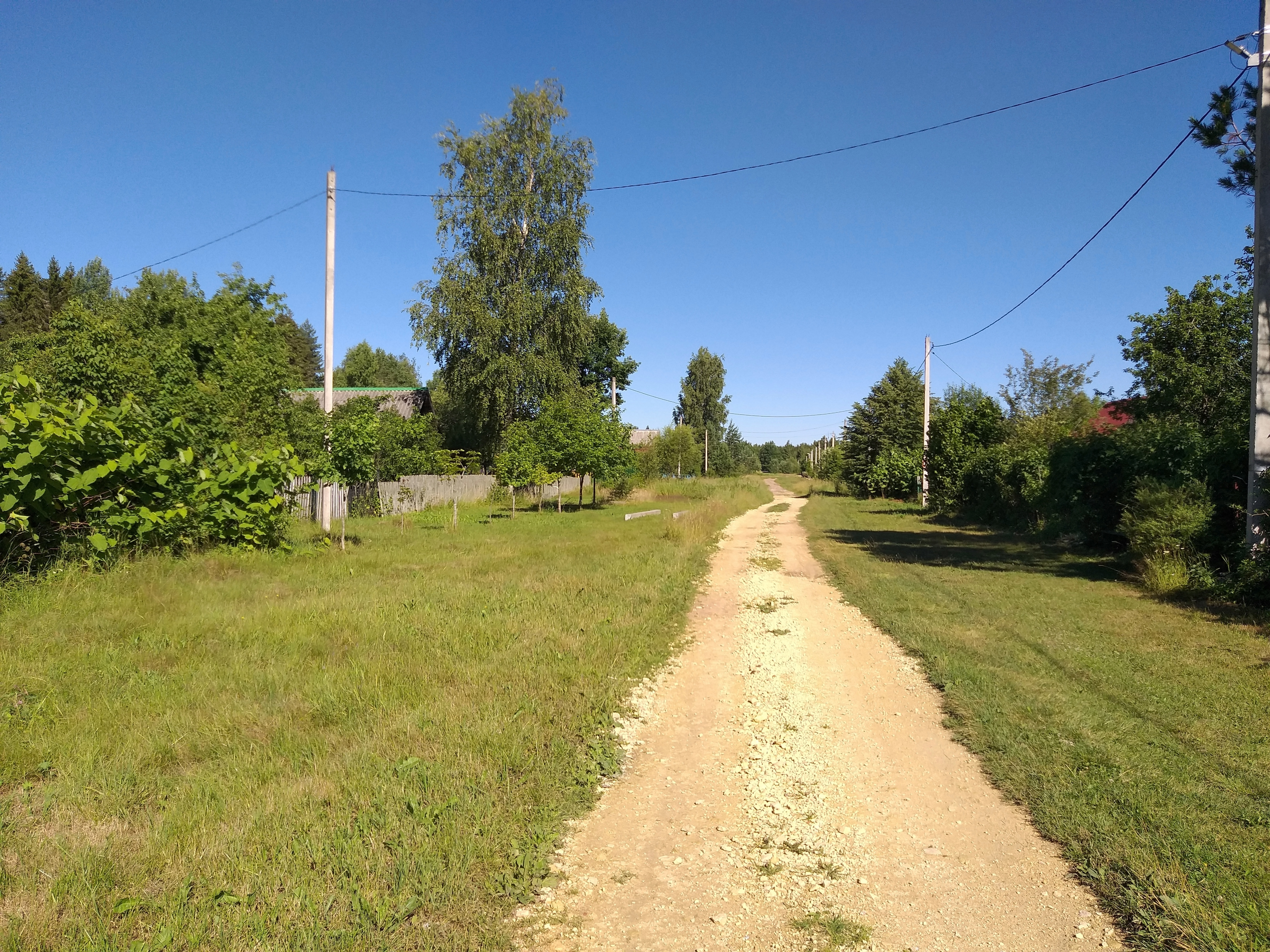
Песочная улица
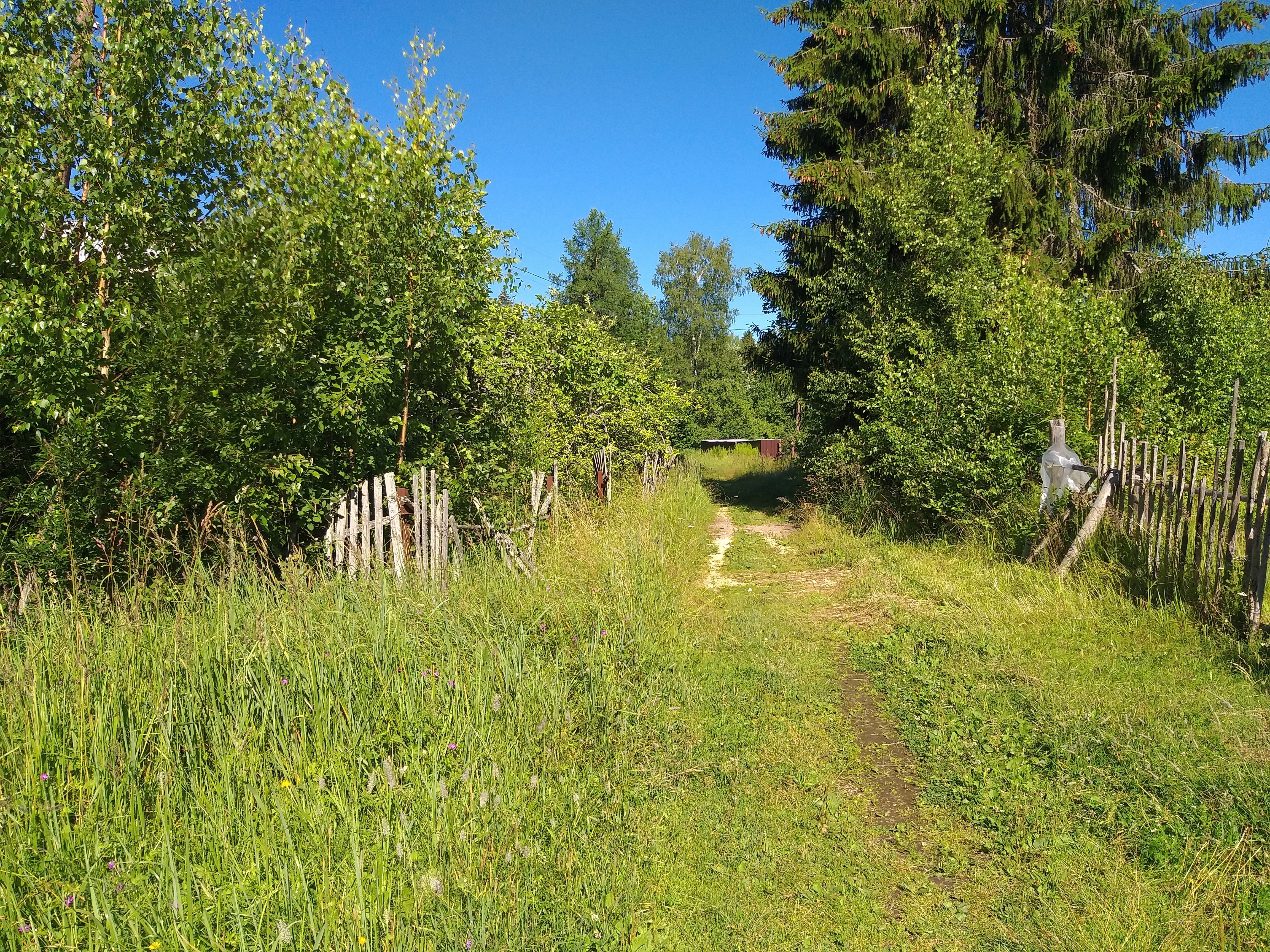
Начало Песочной улицы